# Calyptophilus frugivorus
Calyptophilus frugivorus là một loài chim trong họ Thraupidae.